# Scheuten Glas
Scheuten Glas ist ein niederländischer Glashersteller mit Sitz in Venlo. Er wurde 1950 von dem Jacques Scheuten gegründet. Anfangs wurde lediglich Glas veredelt. Seit 1970 wurde Isolierglas, seit 1983 Sicherheitsglas, seit 1990 Hartglas und seit 1995 beschichtetes Glas hergestellt. Im Jahr 2001 erwarb man eine eigene Flachglasanlage in Moustier-sur-Sambre. Seit 2009 betreibt Scheuten zusammen mit Interpane ein Flachglaswerk im sachsen-anhaltischen Osterweddingen (f-glass GmbH).
Von 2002 an stellte Scheuten Solar gebäudeintegrierte Glas-Glas-Solarmodule in Gelsenkirchen her. 2012 wurde in diesem Geschäftsbereich ein Insolvenzverfahren eingeleitet.
Scheuten gehört zu den weltweit 11 größten Flachglasherstellern.
Im März 2020 übernahm Glas Trösch aus der Schweiz das Unternehmen.